# Xeromelon
Xeromelon is een geslacht van weekdieren uit de klasse van de Gastropoda (slakken).

## Soort
- Xeromelon catherinae Criscione & Köhler, 2016